# K.Kanabur, Narasimharajapura
K.Kanabur là một làng thuộc tehsil Narasimharajapura, huyện Chikmagalur, bang Karnataka, Ấn Độ.